# 木庭竜一
木庭 竜一（こば りゅういち、1954年3月17日 - ）は、日本の実業家。チッソ代表取締役社長。

## 来歴
熊本県出身。1977年（昭和52年）4月、チッソに入社。広州ES繊維有限公司総経理、チッソポリプロ繊維株式会社守山工場長などを歴任。
2012年（平成24年）4月、チッソ水俣本部長に就任。また、チッソの完全子会社であるJNCの常務執行役員に就任。
2018年（平成30年）3月31日、チッソの代表取締役の一人、大衡一郎が同職を辞任。同年5月14日開催の取締役会で木庭が後任の代表取締役に異動することが内定（6月28日の取締役会で同職に就任）。
この頃、同年5月1日に開催された水俣病犠牲者慰霊式の式後の取材で、チッソ代表取締役社長の後藤舜吉は「異論はあるかもしれないが、私としては（水俣病被害者の）救済は終わっている」と発言した。この発言に患者団体は強く抗議。発言撤回と辞任要求にまで発展し、追い込まれた後藤は同年12月21日、社長を辞任。後任として木庭が同日付で代表取締役社長に就任した。
2019年（令和元年）6月26日、チッソ株主総会が開催。総会後、木庭は取材に応じ、水俣病被害者救済法（特措法）に基づく事業子会社JNC株の上場・売却について、業績低迷を理由に現状では困難との考えを示した。